# Blogping
Ein Blogping ist ein XML-RPC Signal für den in der Blogsoftware eingestellten Blog-Server. Mit diesem Signal wird dem Blogserver mitgeteilt, dass sich ein Beitrag in diesem Blog geändert hat oder ein neuer Beitrag erstellt wurde.
In der Regel können bei einer Blogsoftware, wie zum Beispiel WordPress oder bei blogger.com mehrere Ping-Server eingestellt werden, zu denen bei einem Update jeweils ein Signal geschickt wird. Es gibt auch Dienste im Internet, die das gleichzeitige Senden an verschiedene Blog-Server ermöglichen. 

## Ping von Blogs untereinander
Eine andere Methode Informationen auszutauschen, ist das direkte Anpingen von Blogs untereinander, zum Beispiel bei Verweisen, Kommentaren oder Zitaten. Diese Benachrichtigung kann in Form von Trackbacks oder Pingbacks geschehen.